# Vĩnh Tế (Châu Đốc)

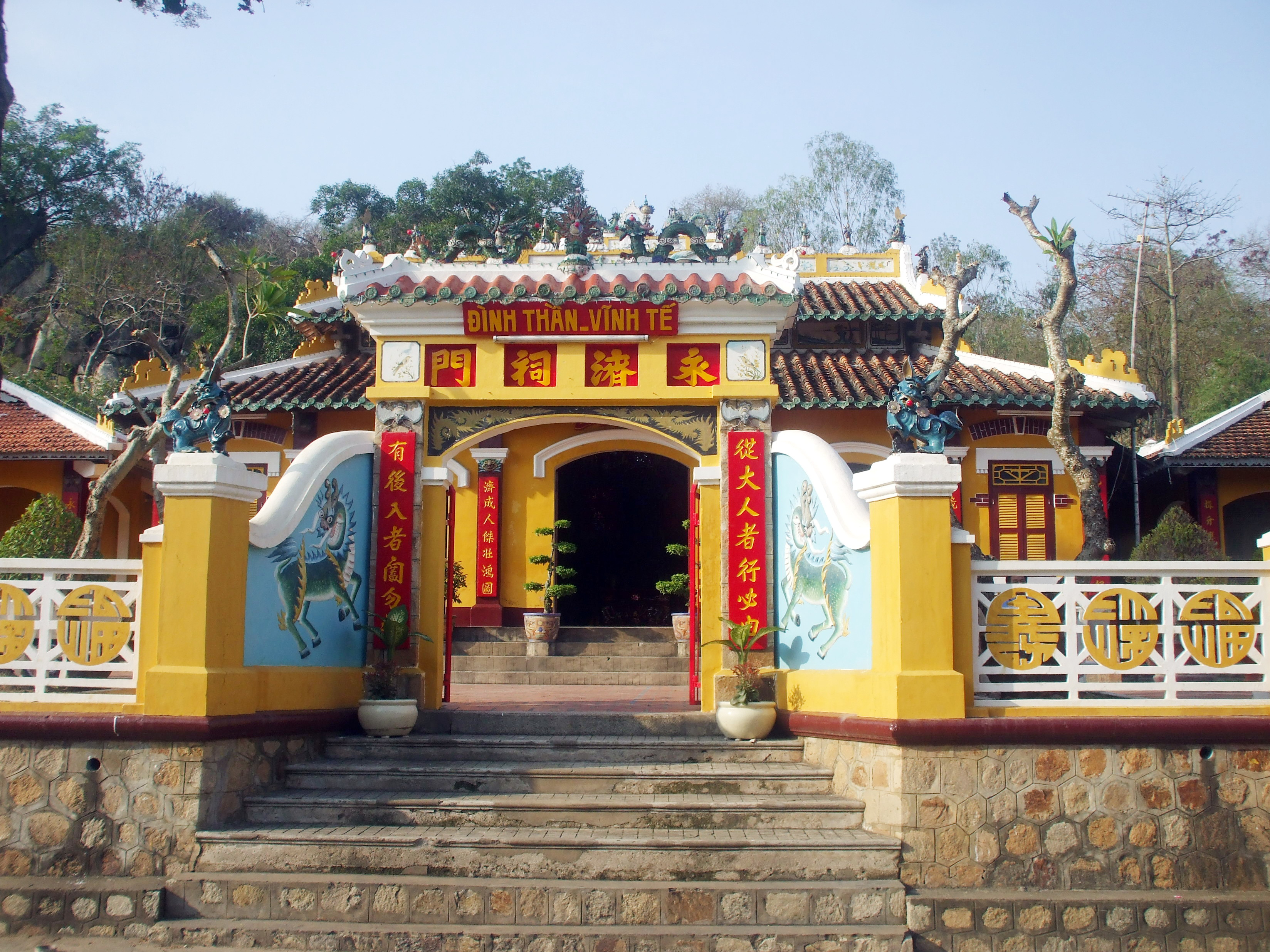

Vĩnh Tế is een xã in de thị xã Châu Đốc, in de Vietnamese provincie An Giang.